# Granofilosea
Die Granofilosea sind eine Gruppe von vorwiegend amöboiden Protisten aus dem Stamm der Cercozoa.

## Merkmale
Die Vertreter haben im Allgemeinen sehr feine, verzweigte oder unverzweigte Filopodien, die auffällige Körnchen (Extrusomen) besitzen. Manche Formen bilden auch ausstrahlende Axopodien mit ähnlichen Körnchen. Die Filopodien besitzen intern Mikrotubuli. Sie liegen während der Nahrungsaufnahme dem Substrat auf und sind in diesem Zustand halb immobil. In den meisten Arten vernetzen die einzelnen Filopodien nicht miteinander, in manchen allerdings schon: hier vernetzen besonders die Filopodien zwischen verschiedenen Zellen und bilden so ein Meroplasmodium. Hierzu zählen die Leucodictyidae und vielleicht auch Massisteria.
Viele Vertreter haben paarige Zentriolen. Sie besitzen zwei Geißeln: entweder als kurze Stummel, oder als kurze Geißeln oder sie besitzen ein eigenes Flagellaten-Stadium mit ein oder zwei langen Geißeln.
Ihre 18S rRNA-Sequenz besitzt eine charakteristische Signatur in Helix 49.

## Vorkommen und Lebensweise
Die bekannten Arten leben in Süß- und Meerwasser und ernähren sich von Bakterien.

## Systematik
Die Gruppe wurde 2008 aufgestellt, um die als Filosa verbleibenden Vertreter der Proteomyxidea aufzunehmen, die zum überwiegenden Teil von den Filosa in die Endomyxa transferiert wurden.
- Granofilosea
  - Leucodictyida
    - Leucodictyidae, z. B. mit:
      - Leucodictyon
      - Reticulamoeba

    - Massisteriidae
      - Massisteria

  - Limnofilida
    - Limnofilidae
      - Limnofila

  - Cryptofilida
    - Nanofilidae
      - Nanofila

    - Mesofilidae
      - Mesofila

  - Desmothoracida
    - Clathrulinidae

  - Heliomonadida
    - Heliomorphidae
      - Heliomorpha

    - Acinetactidae
      - Acinetactis

    - Tetradimorphidae
      - Tetradimorpha

Nur ein kleiner Teil der Biodiversität der Granofilosea wurde bisher als Arten beschrieben. Analysen von DNA-Umweltproben ergeben eine große Zahl von Arten wie auch höhere Taxa, die bisher nicht beschrieben oder morphologisch charakterisiert wurden.

## Belege
- David Bass, Ema E.-Y.Chao, Sergey Nikolaev, Akinori Yabuki, Ken-ichiro Ishida, Cédric Berney, Ursula Pakzad, Claudia Wylezich, Thomas Cavalier-Smith: Phylogeny of Novel Naked Filose and Reticulose Cercozoa: Granofilosea cl.n. and Proteomyxidea Revised. Protist, 2008 doi:10.1016/j.protis.2008.07.002